# Marry You
"Marry You" là một bài hát của nghệ sĩ thu âm người Mỹ Bruno Mars nằm trong album phòng thu đầu tay của anh, Doo-Wops & Hooligans (2010). Nó được phát hành như là đĩa đơn thứ năm trích từ album ở ngoài thị trường Hoa Kỳ vào ngày 22 tháng 8 năm 2011 bởi Atlantic Records và Elektra Records. "Marry You" được đồng viết lời và sản xuất bởi Mars, Philip Lawrence và Ari Levine dưới nghệ danh chung của họ, The Smeezingtons, và xuất hiện như là bài hát thứ sáu trong bản thu âm. Đây là một bản pop kết hợp với những yếu tố từ doo-wop và soul mang nội dung đề cập đến hôn nhân tự do giữa một cặp đôi đang đi đến Las Vegas, trong đó chàng trai từ bỏ "những rung động thất thường" của họ và thể hiện mong muốn được kết hôn với người yêu của mình, đã thu hút nhiều sự so sánh với một số tác phẩm của nhiều nghệ sĩ như The Beach Boys và Coldplay, cũng như bài hát năm 2010 của Cee Lo Green "Fuck You" cũng được sáng tác bởi đội sản xuất.
Sau khi phát hành, "Marry You" nhận được những phản ứng đa phần là tích cực từ các nhà phê bình âm nhạc, trong đó họ đánh giá cao quá trình sản xuất cũng như giai điệu mang âm hưởng từ thập niên 1960 của nó, mặc dù vấp phải một số ý kiến chỉ trích về việc thiếu tính sáng tạo. Tuy nhiên, bài hát đã gặt hái những thành công đáng kể về mặt thương mại, đứng đầu các bảng xếp hạng ở Cộng hòa Séc, Israel và Slovakia, và lọt vào top 10 ở nhiều quốc gia nó xuất hiện, bao gồm nhiều thị trường lớn như Úc, Áo, Canada, Ireland và New Zealand. Tại Hoa Kỳ, bài hát đạt vị trí thứ 85 trên bảng xếp hạng Billboard Hot 100 mặc dù không được phát hành như là một đĩa đơn chính thức, trở thành bài hát thứ bảy của Mars lọt vào bảng xếp hạng cũng như tiêu thụ được hơn 2.2 triệu bản tại đây. Tính đến nay, nó đã bán được hơn 8.4 triệu bản trên toàn cầu, trở thành một trong những đĩa đơn bán chạy nhất mọi thời đại.
Để quảng bá cho "Marry You", Mars đã trình diễn bài hát trên nhiều chương trình truyền hình và lễ trao giải lớn, bao gồm giải Âm nhạc châu Âu của MTV năm 2011 và trong nhiều chuyến lưu diễn của anh, như The Doo-Wops & Hooligans Tour (2010), The Moonshine Jungle Tour (2013) và 24K Magic World Tour (2017-18). Kể từ khi phát hành, bài hát đã nhanh chóng trở thành một bản nhạc phổ biến cho những dịp cưới hỏi hoặc kỷ niệm tình yêu, cũng được được hát lại và sử dụng làm nhạc mẫu bởi nhiều nghệ sĩ khác nhau, như Donald Glover, Girls' Generation, IU, Jason Chen và dàn diễn viên của Glee. Ngoài ra, "Marry You" còn xuất hiện trong nhiều tác phẩm điện ảnh và chương trình truyền hình, bao gồm Britain's Got Talent, Dancing on Ice, Jumping the Broom, Magic Mike XXL và The Wedding Ringer. Mặc dù gặt hái nhiều thành công đáng kể trên thị trường, bài hát đã không được quảng bá bằng một video ca nhạc.

## Danh sách bài hát
- CD quảng bá[2]

1. "Marry You" – 3:50

## Thành phần thực hiện
Thành phần thực hiện được trích từ ghi chú của Doo-Wops & Hooligans, Elektra Records.
Xây dựng và phối khí
- Xây dựng tại Levcon Studios ở Los Angeles, California;
- Phối khí tại Larrabee Sound Studios ở Bắc Hollywood, California.

Thành phần
| - Bruno Mars – giọng chính, viết lời, nhạc cụ - Philip Lawrence – viết lời - Ari Levine – viết lời, nhạc cụ, kỹ sư - The Smeezingtons – sản xuất | - Manny Marroquin – phối khí - Erik Madrid – hỗ trợ phối khí - Christian Plata – hỗ trợ phối khí |

## Xếp hạng
| Bảng xếp hạng (2011-18)                | Vị trí cao nhất |
| -------------------------------------- | --------------- |
| Úc (ARIA)                              | 8               |
| Áo (Ö3 Austria Top 40)                 | 4               |
| Bỉ (Ultratop 50 Flanders)              | 11              |
| Bỉ (Ultratop 50 Wallonia)              | 19              |
| Canada (Canadian Hot 100)              | 10              |
| Cộng hòa Séc (Rádio Top 100)           | 1               |
| Đan Mạch (Tracklisten)                 | 32              |
| Pháp (SNEP)                            | 51              |
| Đức (Official German Charts)           | 15              |
| Hungary (Rádiós Top 40)                | 24              |
| Ireland (IRMA)                         | 5               |
| Israel (Media Forest)                  | 1               |
| Nhật Bản (Japan Hot 100)               | 67              |
| Lebanon (The Official Lebanese Top 20) | 15              |
| Luxembourg (Billboard)                 | 6               |
| Hà Lan (Dutch Top 40)                  | 13              |
| Hà Lan (Single Top 100)                | 22              |
| New Zealand (Recorded Music NZ)        | 5               |
| Ba Lan (Polish Airplay Top 100)        | 100             |
| Slovakia (Rádio Top 100)               | 1               |
| Hàn Quốc (Gaon International Singles)  | 14              |
| Tây Ban Nha (PROMUSICAE)               | 26              |
| Thụy Sĩ (Schweizer Hitparade)          | 16              |
| Anh Quốc (OCC)                         | 11              |
| Hoa Kỳ Billboard Hot 100               | 85              |

| Bảng xếp hạng (2011)                     | Vị trí |
| ---------------------------------------- | ------ |
| Australia (ARIA)                         | 32     |
| Austria (Ö3 Austria Top 40)              | 58     |
| Belgium (Ultratop 50 Flanders)           | 76     |
| Canada (Canadian Hot 100)                | 70     |
| Germany (Official German Charts)         | 99     |
| Israel (Media Forest)                    | 15     |
| Japan (Japan Hot 100)                    | 89     |
| Netherlands (Dutch Top 40)               | 58     |
| Netherlands (Single Top 100)             | 96     |
| New Zealand (Recorded Music NZ)          | 39     |
| South Korea (Gaon International Singles) | 74     |
| UK Singles (Official Charts Company)     | 44     |
| Bảng xếp hạng (2012)                     | Vị trí |
| South Korea (Gaon International Singles) | 43     |
| South Korea (Gaon International Singles) | 58     |
| Bảng xếp hạng (2013)                     | Vị trí |
| South Korea (Gaon International Singles) | 12     |
| South Korea (Gaon International Singles) | 44     |
| Bảng xếp hạng (2014)                     | Vị trí |
| South Korea (Gaon International Singles) | 23     |
| South Korea (Gaon International Singles) | 41     |
| Bảng xếp hạng (2015)                     | Vị trí |
| South Korea (Gaon International Singles) | 24     |
| South Korea (Gaon International Singles) | 47     |
| Bảng xếp hạng (2016)                     | Vị trí |
| South Korea (Gaon International Singles) | 38     |
| South Korea (Gaon International Singles) | 62     |
| Bảng xếp hạng (2017)                     | Vị trí |
| South Korea (Gaon International Singles) | 57     |

## Chứng nhận
| Quốc gia                                                                           | Chứng nhận  | Số đơn vị/doanh số chứng nhận |
| ---------------------------------------------------------------------------------- | ----------- | ----------------------------- |
| Úc (ARIA)                                                                          | 2× Bạch kim | 140.000^                      |
| Áo (IFPI Áo)                                                                       | Vàng        | 15.000*                       |
| Bỉ (BEA)                                                                           | Vàng        | 10,000*                       |
| Canada (Music Canada)                                                              | 3× Bạch kim | 240,000^                      |
| Đức (BVMI)                                                                         | Vàng        | 250.000^                      |
| Ý (FIMI)                                                                           | Vàng        | 15.000*                       |
| Nhật Bản (RIAJ)                                                                    | Bạch kim    | 250.000^                      |
| México (AMPROFON)                                                                  | Vàng        | 30.000*                       |
| New Zealand (RMNZ)                                                                 | Vàng        | 7.500*                        |
| Hàn Quốc (Gaon Chart)                                                              | —           | 2,770,381                     |
| Thụy Sĩ (IFPI)                                                                     | Vàng        | 15.000^                       |
| Anh Quốc (BPI)                                                                     | Bạch kim    | 600.000‡                      |
| Hoa Kỳ (RIAA)                                                                      | —           | 2,200,000                     |
| Streaming                                                                          |             |                               |
| Đan Mạch (IFPI Đan Mạch)                                                           | Vàng        | 450.000^                      |
| * Chứng nhận dựa theo doanh số tiêu thụ. ^ Chứng nhận dựa theo doanh số nhập hàng. |             |                               |